# Bothrogonia mouhoti
Bothrogonia mouhoti är en insektsart som först beskrevs av William Lucas Distant 1908.  Bothrogonia mouhoti ingår i släktet Bothrogonia och familjen dvärgstritar. Inga underarter finns listade i Catalogue of Life.